# Флаведо
Флаве́до (от лат. flavus — «жёлтый») — внешняя часть околоплодника (кожуры) плодов цитрусовых.

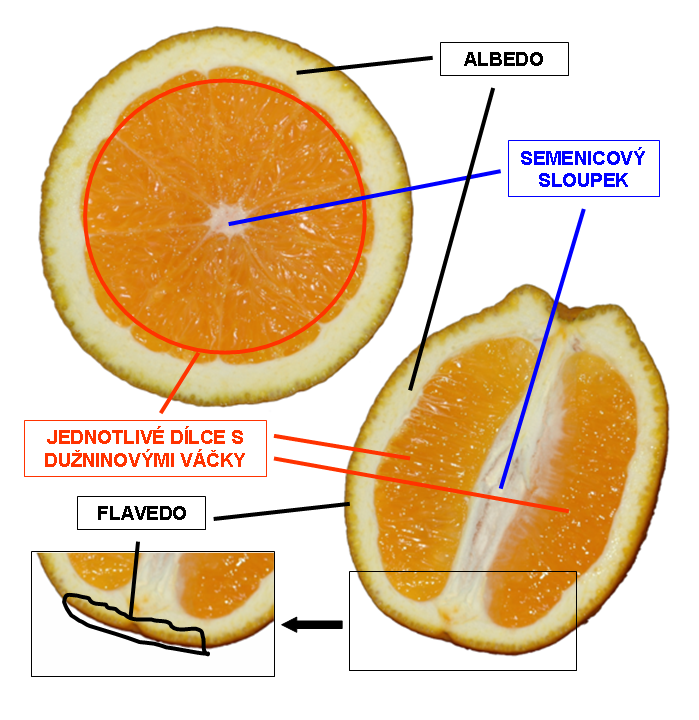
Гесперидий апельсина

У плодов цитрусовых кожица представлена жёлтым или оранжевым железистым слоем. Он содержит многоклеточные эфиромасличные желёзки, заполненные ароматным эфирным маслом, а также специфичные для каждого вида гликозиды (гесперидин, нарингин и др.).
Благодаря содержанию каротиноидов флаведо обычно окрашено в жёлтый или оранжевый цвета.

## Использование
Снятый с плодов некоторых видов цитрусовых слой флаведо, используемый в кулинарии, носит название цедра. Её используют в кондитерском и ликёро-водочном производствах. Как ароматизатор цедра может добавляться в мясные подливки и в различные начинки для рыбы и птицы.